# Joaquim Barbosa
Pour les articles homonymes, voir Barbosa.
Joaquim Barbosa, né le 7 octobre 1954 à Paracatu (Brésil), est un magistrat brésilien et président du Tribunal suprême fédéral de 2012 à 2014.

## Biographie
Il est originaire du Minas Gerais, dernier d'une famille pauvre de huit enfants, fils d'un maçon et d'une femme de ménage. En parallèle de petits boulots pour payer sa scolarité, il suit des études de droit à l'université de Brasilia puis à l'université Panthéon-Assas (France), où il obtient un doctorat en droit public après une thèse sur « La cour suprême dans le système politique brésilien ». Polyglotte, il parle outre le portugais, le français, l'anglais, l'allemand et l'espagnol. Il est nommé par le président Lula comme juge au Tribunal suprême fédéral en 2003 et en devient président en novembre 2012. Il est le premier Noir à occuper cette fonction. 
Il gagne une réputation d'incorruptibilité en jugeant l'affaire du Mensalao, un scandale lié à l'achat de votes qui éclabousse le président et qui aboutit à la condamnation de plusieurs de ses proches ; ce fut, dit-il, « la décision la plus difficile » de sa carrière. Pour la première fois, la justice met un frein à l'impunité des personnalités politiques brésiliennes. En 2013, il figure sur la liste des 100 personnalités de l'année du magazine Time. Alors que la société brésilienne est conservatrice, il a fait avancer la cause des homosexuels et de l'avortement et a imposé des quotas pour les Noirs à l'université.
Après sa carrière de magistrat, il devient avocat.
Alors qu'il est pressenti pour être candidat à l'élection présidentielle de 2018 et que les sondages le placent en deuxième ou troisième position, il annonce le 8 mai 2018 qu'il ne sera pas candidat,.